# Чеботаевка (Ульяновская область)
Чеботаевка — село в Сурском районе Ульяновской области, административный центр Чеботаевского сельского поселения.

## Географическое положение
Расположено на берегу реки Большая Якла, у подножия невысоких холмов в 31 км от пгт Сурское. Вблизи протекает ручей Крутой. Рядом расположены населённые пункты: Колюпановка, Неплевка, Сычевка, Астрадамовка.

## История
Образовано примерно в 1568 году. Из газеты «Голос колхозника» от 29 июля 1936 года…
«…Село Чеботаевка образовалось в XVII столетии.
В одном из царских указов об отводе в Симбирске земель и угодий боярским детям и инородцам, сказано: „…В Симбирском же отмерено земли детям боярским Карпу, да Осипу, да Никите Чеботаевым по сорока четвертей (четверть равняется 1,5 десятины)…“ Очевидно и получилось название села Чеботаевка от фамилии Чеботаевы…».
В 1859 году село Чеботаевка входило в состав 1-го стана Буинского уезда Симбирской губернии.
В 1861 году в селе была открыта церковь. Приход её состоял из нескольких деревень: Чеботаевка, Неплевка, Алейкино, Столбовка, Рузаевка, Гуляевка. Трёх последних уже нет, время стерло их с лица земли. При церкви была церковно-приходская школа, а в 1871 году И. Н. Ульяновым была открыта начальная школа. Первой учительницей была Черненовская А. В. Здание школы, построенное в XVIII веке, сохранилось до сих пор. В настоящее время в нем находится гостиница СПК «Родина».
В 1877 году в  с. Чеботаевка (Богородское, Столбовка) прихожанами был деревянный храм. Престолов в нем два: главный в честь Казанской иконы Божией Матери и в приделе во имя Святителя и Чудотворца Николая. 
Сохранилась и церковь. Здание пережило многих жителей села, первую мировую, гражданскую и Великую Отечественную войны, коллективизацию и перестройку. До сих пор под сводами церкви звучат церковные песнопения.
Вместе с революцией 1917 года в село пришла коллективизация. Начиная с 1929 года крестьяне начинают объединяться в кооперативы по совместной обработке земли. В первый колхоз вошли несколько дворов и он просуществовал всего несколько месяцев. Во вновь образованный колхоз вошло почти всё село, за исключением всего нескольких семей.
Артельно провели сев, но убирали урожай единолично. Артель распалась, просуществовав всего 72 дня. Райком закрепил за селом агитатора Тумысова В. Н., и он, при участии школьного работника Тихомирова А.И, к концу 30-х годов, организует из крестьян всего села колхоз «Новая Чеботаевка» Чеботаевского сельского совета, Сурского района, Куйбышевской области. В этом колхозе были и бригады. В каждой бригаде избрали членов правления из семи человек, председателем выбрали Новикова А. Д.
Первый весенний сев 1931 года прошел организованно, уборка прошла без потерь. Урожай удался на славу.
В 1932 году состав правления избирает нового председателя — Кузнецова Ф. А. Проведя все работы, предусмотренные планом, собрали хороший урожай. Правление, в целях укрепления материального положения крестьян, решает раздать зерно на трудодни, за что было обвинено в пособничестве классовому врагу и весь состав правления был арестован и предан суду.
В 1933 году состав правления избирается вновь. Председателем избирается Чиняев Н. Е. Колхоз пошел «в гору». Под его руководством была построена плотина на реке Якле, хорошее зернохранилище, общественная конюшня на 200 голов. Из числа хороших лошадей была сформирована конеферма. Одним словом, колхоз вошел в число передовых, он держал первенство в районе до 1941 года.
1941 год. На фронт ушло более половины села. Не вернулись с фронтов войны 257 человек. В годы войны трудящимися Чеботаевского сельского совета в фонд обороны было собрано 217 тысяч рублей. Высокого звания Героя Советского союза удостоен Михаил Макарычев из с. Гуляевка Чеботаевского сельского совета. Пешина А. И., Владимирова М., Кузнецова М. А., Максимова З. И. — женщины-участницы Великой Отечественной войны.
1947 год — восстанавливается мирная жизнь. В Чеботаевке строится электростанция. В домах вспыхивают электрические лампочки.
В 1950 году происходит объединение колхозов «Пролетарская горка» (с. Кречетниковка), «Краснознаменец» (с. Неплевка), «Дружба» (с. Колюпановка), «Красный Луч» (с. Скрипановка), с. Рузаевка, с. Столбовка. Этот объединенный колхоз имел 2700 га. посевной площади, 80 га лугов, 600 голов овец, 200 голов крупного рогатого скота. Несколько раз село входило в различные крупные хозяйства.
В 1947 году в селе была открыта библиотека, а в 1960 году — клуб. Культурная жизнь села получила развитие.
С начала 60-х годов колхозники начали получать заработную плату. Получили паспорта, и из села начинается отток жителей. Особенно этот процесс усилился к концу 70-х годов. Но судьба села круто изменилась в 1981 году, когда в селе вновь создается колхоз «Родина». Село начало оживать, началась стройка. Строились новые дома, фермы, гаражи. В село приезжают на жительство новые семьи. В 1984 году колхоз возглавляет Лаврушин Н. И. За время его работы в селе были построены новые дома, детский сад, клуб, ко всем домам было подведено центральное отопление и построены 2 котельные. В 1998 году в селе открывается новая школа — гордость села. В этом же году, после 60-летнего перерыва, открывается церковь. Школа имеет свою давнюю историю. В 1957 году — это семилетняя школа, затем она была преобразована в восьмилетку, и уже потом в полную среднюю. И в 1995 году был осуществлен выпуск из Чеботаевской средней школы. Из 9 выпусков — 4 медалиста. Шестеро поступили в высшие учебные заведения.
В ноябре 2000 года в селе открыт новый фельдшерско-акушерский пункт с массажным кабинетом. 

## Население
- В 1859 году в с. Чеботаевка в 46 дворах жило: 213 м. и 210 ж.[2];

- На 1900 год в селе в 73 дворах жило: 230 м. и 240 ж.[3];
- Уроженец села Шабалов, Сергей Иванович — член Военного совета армий, оборонявших Ленинград, генерал-майор.

| 2010 |
| ---- |
| 496  |

## Достопримечательности
- Памятник погибшим в ВОВ (1973 г.)[5]